# 樂先生
樂先生，辽朝末年在燕山卖卜。
常胜军庞太保之妻耶律氏找他算卦。他说耶律氏可以当后妃，为什么衣着如此朴素。耶律氏说自己的丈夫是营卒，最近有功才为队首，怎能奢望王侯。樂先生说夫人不大贵，当焚烧五行之书。金国灭辽，完颜宗弼至燕京，见到耶律氏貌美，杀死其夫将她收纳，后来封为越国王妃。宋朝洪皓见过她。洪皓之子洪迈出使金国时，接伴使为工部侍郎庞显忠，就是耶律氏和庞太保所生的儿子。